# Chongxuan
Le courant Chongxuan 重玄 « double mystère» ou « doublement profond » est un courant philosophique taoïste influencé par la pensée madhyamaka, apparu au Ve siècle et  important du VIIe au Xe siècle sous les Tang. Il ne s’agit pas d’un courant structuré ; il fut identifié et nommé par le commentateur du Daodejing Du Guangting 杜光庭 (850-933),. Ses deux représentants les plus importants sont Cheng Xuanying 成玄英 et Li Rong 李榮 (VIIe siècle). 
Chongxuan est aussi une appellation de l’embryon d’immortalité dans l’alchimie interne, reflétant une certaine influence de la pensée Chongxuan sur le courant Neidan.

## Pensée
Les auteurs Chongxuan poursuivent l’exégèse entamée par le courant Xuanxue  d’une phrase du Daodejing décrivant le dao comme « profond et encore profond ». Les penseurs du Xuanxue en avaient déduit l’infinie profondeur, donc la transcendance du dao, et sa nature vide (wu 無). Ceux du Chongxue, inspirés par la pensée Madhyamaka de l’École Sanlun à travers les écrits de Jizang (549-623), considèrent que la phrase signifie qu’il y a deux étapes pour atteindre le dao : d’abord se délivrer de l’illusion mentale de l’être, puis de celle du non-être qui la remplace. Une phrase similaire du chapitre 48 du Daodejing, « diminuer et encore diminuer », est interprétée comme signifiant la nécessité d’effacer les désirs en deux étapes : éradiquer les désirs, puis effacer l’ultime désir de ne plus avoir de désir. Dans la pratique, il faut accomplir l’« oubli en deux étapes » jianwang 兼忘 proposé par Jizang, qui inspirera au maître Shangqing Sima Chengzhen un yoga en sept étapes décrit dans le Zouwang lun. La similitude avec le bouddhisme mahayana se retrouve aussi chez certains auteurs dans l’idée qu’après avoir achevé son chemin spirituel à son propre bénéfice, le sage doit en faire bénéficier les autres ; le concept de compassion est évoqué. 
Par ailleurs, les penseurs Chongxuan s’appuient aussi sur le Zhuangzi dont de nombreux passages évoquent le dépassement des oppositions conceptuelles ; le commentaires du Zhuangzi de Cheng Xuanying fait partie des commentaires de référence.
Actifs à une époque où un état fort officialise partiellement l’enseignement taoïste, les penseurs Chongxue admettent généralement l’existence de l’inégalité sociale et spirituelle entre les humains, qu’ils expliquent par une divergence au niveau de la part de dao ou de force universelle taiyi reçue à la naissance, et par le jeu du qi, qui lui dépend des circonstances. Ce point de vue existait déjà chez Guo Xiang. Sur le plan des chances de progrès spirituel, on distingue des esprits brillants qui atteignent vite le dao, des moyens et des obtus qui ont besoin d’être guidés pas à pas par un maître. En politique, ils préconisent le non agir (wuwei 無為) pour le souverain. 

## Auteurs
Hormis Cheng Xuanying et Li Rong, sont aussi mentionnés comme penseurs Chongxuan les personnalités suivantes : Sun Deng 孫登 (IIIe siècle), Meng Zhizhou 孟智周 et Zang Xuanjing 臧玄靜 (Ve siècle), Zhu Rou 諸糅et, Liu Jinxi 劉進喜 (VIe siècle), Cai Zihuang 蔡子晃, Che Xuanbi 車玄弼, Zhang Huichao 張惠超, et Li Yuanxing 黎元興 (dynastie Tang), Shao Ruoyu 邵若愚 et Dong Sijing 董思靖 (XIIe siècle)